# Бургень
Бурге́нь (рос. Бургень) — село у складі Читинського району Забайкальського краю, Росія. Входить до складу Шишкинського сільського поселення.

## Населення
Населення — 692 особи (2010; 702 у 2002).
Національний склад (станом на 2002 рік):
- росіяни — 97 %